# J.P. Bordeleau
Jean-Pierre "J.P." Bordeleau, född 13 juni 1949, är en kanadensisk före detta professionell ishockeyforward som tillbringade tio säsonger i den nordamerikanska ishockeyligan National Hockey League (NHL), där han spelade för Chicago Black Hawks. Han producerade 213 poäng (97 mål och 116 assists) samt drog på sig 143 utvisningsminuter på 519 grundspelsmatcher. Bordeleau spelade också för New Brunswick Hawks i American Hockey League (AHL); Dallas Black Hawks i Central Hockey League (CHL) samt Canadien junior de Montréal i OHA-Jr.
Han draftades i första rundan i 1969 års amatördraft av Chicago Black Hawks som 13:e spelare totalt.
Han är bror till Christian Bordeleau och Paulin Bordeleau, farbror till Sébastien Bordeleau samt farfars bror till Thomas Bordeleau. Samtliga har spelat i NHL under sina aktiva spelarkarriärer.

## Statistik
| 1965–1966      | Copper Kings de Noranda     |                | 24  | 15 | 17  | 32  | 89  | —  | —  | —  | —  | —  |
| 1966–1967      | Copper Kings de Noranda     |                | 24  | 33 | 32  | 65  | 121 | —  | —  | —  | —  | —  |
| 1967–1968      | Canadien junior de Montréal | OHA-Jr.        | 54  | 22 | 21  | 43  | 96  | 11 | 2  | 4  | 6  | 8  |
| 1968–1969      | Canadien junior de Montréal | OHA-Jr.        | 51  | 17 | 36  | 53  | 150 | 14 | 2  | 11 | 13 | 8  |
| 1969–1970      | Chicago Black Hawks         | NHL            | —   | —  | —   | —   | —   | 1  | 0  | 0  | 0  | 0  |
|                | Dallas Black Hawks          | CHL            | 62  | 14 | 15  | 29  | 44  | —  | —  | —  | —  | —  |
| 1970–1971      | Dallas Black Hawks          | CHL            | 35  | 15 | 15  | 30  | 48  | 6  | 2  | 0  | 2  | 4  |
| 1971–1972      | Chicago Black Hawks         | NHL            | 3   | 0  | 2   | 2   | 2   | —  | —  | —  | —  | —  |
|                | Dallas Black Hawks          | CHL            | 70  | 41 | 31  | 72  | 72  | 12 | 10 | 2  | 12 | 0  |
| 1972–1973      | Chicago Black Hawks         | NHL            | 73  | 15 | 15  | 30  | 6   | 14 | 1  | 0  | 1  | 4  |
| 1973–1974      | Chicago Black Hawks         | NHL            | 64  | 11 | 9   | 20  | 11  | 11 | 0  | 2  | 2  | 2  |
| 1974–1975      | Chicago Black Hawks         | NHL            | 59  | 7  | 8   | 15  | 4   | 7  | 2  | 2  | 4  | 2  |
| 1975–1976      | Chicago Black Hawks         | NHL            | 76  | 12 | 18  | 30  | 6   | 4  | 0  | 0  | 0  | 0  |
| 1976–1977      | Chicago Black Hawks         | NHL            | 60  | 15 | 14  | 29  | 20  | 2  | 0  | 0  | 0  | 2  |
| 1977–1978      | Chicago Black Hawks         | NHL            | 76  | 15 | 15  | 30  | 32  | 4  | 0  | 1  | 1  | 0  |
| 1978–1979      | Chicago Black Hawks         | NHL            | 63  | 15 | 21  | 36  | 34  | 4  | 0  | 1  | 1  | 2  |
| 1979–1980      | Chicago Black Hawks         | NHL            | 45  | 7  | 14  | 21  | 28  | 1  | 0  | 0  | 0  | 0  |
| 1980–1981      | New Brunswick Hawks         | AHL            | 64  | 24 | 28  | 52  | 71  | 13 | 4  | 9  | 13 | 6  |
| 1981–1982      | New Brunswick Hawks         | AHL            | 15  | 5  | 8   | 13  | 10  | —  | —  | —  | —  | —  |
| NHL totalt     | NHL totalt                  | NHL totalt     | 519 | 97 | 116 | 213 | 143 | 48 | 3  | 6  | 9  | 12 |
| AHL totalt     | AHL totalt                  | AHL totalt     | 79  | 29 | 36  | 65  | 81  | 13 | 4  | 9  | 13 | 6  |
| CHL totalt     | CHL totalt                  | CHL totalt     | 167 | 70 | 61  | 131 | 164 | 18 | 12 | 2  | 14 | 4  |
| OHA-Jr. totalt | OHA-Jr. totalt              | OHA-Jr. totalt | 105 | 39 | 57  | 96  | 246 | 25 | 4  | 15 | 19 | 16 |